# استیون بیت‌آشور
اِستیون بیت‌آشور (به انگلیسی: Steven Beitashour) یا مهرداد بیت‌آشور ‏(۳۰ ژانویه ۱۹۸۷ در سن‌خوزه، کالیفرنیا) بازیکن فوتبال ایرانیان آمریکا است که سابقه بازی در تیم ملی فوتبال ایران را دارد. استیون بیت آشور ۱۳ دسامبر ۲۰۲۳ رسما از دنیای فوتبال خداحافظی کرد.

## خانواده
خانواده استیون بیت‌آشور ایرانی هستند. پدر او یک مسیحی ایرانی آشوری‌تبار و مادرش یک مسلمان ایرانی است. وی دارای نام ایرانی مهرداد است. اما در آمریکا به او استیون می‌گویند.
وی در مصاحبه‌ای به سال ۲۰۱۱ میلادی اظهار داشت:
| « | پدر من مسیحی و مادر من مسلمان است، پس من از هردو هستم و به تمامی سنت‌های والدینم احترام می‌گذارم؛ طوری که آنان مرا به زور به دین خود فرانخوانده‌اند، ما تمام آداب و رسوم مسلمانان به مانند ماه مبارک رمضان که الان در این ماه هستیم و سنت‌های ایرانیان نظیر عیدنوروز را ادا می‌کنیم | » |

پس از انتخاب کارلوس کی‌روش به عنوان مربی تیم ملی فوتبال ایران، بیت‌آشور نیز از جمله ایرانیان مقیم خارج بود که نظر وی را جلب کردند. در ژوئن ۲۰۱۲ خبرهایی از دعوت بیت‌آشور به ایران و بازی در تیم ملی به گوش رسید که موضوعات سیاسی مانع از نهایی شدن این تصمیم شد. پس از مدتی او در اوت ۲۰۱۲ از سوی یورگن کلینزمن به تیم ملی فوتبال آمریکا دعوت شد. وی در اکتبر ۲۰۱۳ به تیم ملی فوتبال ایران دعوت شد و در  جام جهانی ۲۰۱۴ برزیل در تیم ملی فوتبال ایران حضور داشت.